# 서울팝스오케스트라
서울팝스오케스트라는 1988년 7월 설립된 대한민국 문화체육관광부 소관의 사단법인이다. 하성호 상임지휘자가 음악감독 및 지휘를 맡고 있다. 오케스트라 사무국은 서울특별시 광진구 능동 어린이대공원 내 숲속의 무대에 위치해 있다.

## 사회적 기업
2010년 6월 4일 사회적기업 육성법에
따라 노동부장관이 사회적기업으로 인증하였다.